# 2011年4月逝世人物列表
2011年逝世人物列表：1月 - 2月 - 3月 - 4月 - 5月 - 6月 - 7月 - 8月 - 9月 - 10月 - 11月 - 12月
2011年4月逝世人物列表，是用于汇总2011年4月期间逝世人物的列表。

## 依日期排序

### 30日
- 賽義夫·阿拉伯·格達費（阿拉伯語：سيف العرب القذافي），29歲，利比亚领导人的最小儿子，在当天西方联军对首都的黎波里的空袭中丧生。[1]
- 艾內士多·薩巴多（西班牙語：Ernesto Sabato），99歲，阿根廷作家兼畫家，塞萬提斯獎得主。[2][3]

### 29日
- 喬治·霍萊（George Wolfgang Forell），91岁，美国新教神学家，信义宗神学家。[4]

### 28日
- 赵立臣，33岁，中国金融人物，申银万国自营部投资经理，跳楼自杀。[5][6][7]

### 27日
- 大衛·韋克森（David Wilkerson），79歲，牧師，紐約時代廣場教會創辦人。[8][9]
- 爱丽丝·华德（英语：Alice Ward），79歲，電影《燃燒鬥魂》（The Fighter）中男主角母親的原型。[10][11]

### 26日
- 宇野誠一郎，84歲，日本作曲家，曾為動畫《一休和尚》（一休さん）寫主題曲。[12]

### 25日
- 田中實（田中 実），44歲，日本資深演員，曾被譽為「是最讓人信任的男人」，上吊自殺。[13]

### 24日
- 陳麗春，87歲，原越南共和國第一夫人，總統吳廷琰之弟婦，有「龍夫人」之稱。[14]
- 瑪莉·芙杭思·皮席耶（瑪麗·朗絲·皮西爾），66歲，法國演員。新浪網[]
- 實諦·賽·巴巴（Sathya Sai Baba），84歲，印度教宗師。BBC
- 丹尼士·馬翁爵士（Sir Denis Mahon），100歲，英國藝術收藏家、意大利藝術史學家。每日電訊報（页面存档备份，存于）、泰晤士報[]、獨立報（页面存档备份，存于）、衛報（页面存档备份，存于）

### 23日
- 李宗岱，95歲，原國民革命軍第三戰區軍官、素有「獨目虎將」之稱的抗日老兵。[15][16][17]
- 大賀典雄，81歲，前日本新力集團社長，有「鐳射唱片之父」之稱，因多種器官衰竭，在東京病逝。[18]

### 22日
- 陳秀卿，61歲，彰化縣國民黨籍立委，癌症病逝。[19][20]
- 蔣世豪，35歲，前香港足球代表隊隊長，從寓所處墜樓身亡。

### 21日
- 田中好子，55歲，日本演員，癌症逝世。[21]
- 成田文男，64歲，日本職棒前羅德隊的王牌投手，肝病逝世。[22]
- 刘莹，33岁，中国金融人物，伦敦金融城中国区负责人，自杀。[23]

### 20日
- 提姆·海瑟林頓（Tim Hetherington），41歲，美國雜誌《浮華世界》（Vanity Fair）攝影記者，在利比亞採訪時殉職。[24]
- 克里斯·洪德路斯（Chris Hondro），41歲，美國攝影記者，在利比亞採訪時殉職。[25]

### 19日
- 戴润生，95岁，海军东海舰队原政委，1955年授衔少将。[26][27]
- 伊丽莎白·斯莱登(Elisabeth Sladen)，63岁，英国电视剧《神秘博士》中Sarah Jane的扮演者。搜狐（页面存档备份，存于）
- 金宥利（김유리），22歲，韓國模特兒，服毒自殺。聯合報

### 18日
- 皮特羅·費瑞羅（Pietro Ferrero），47歲，義大利企業家，知名巧克力廠商費瑞羅集團老闆，在南非騎自行車時車禍身亡。中央廣播電台
- 松野秋鳴，32歲，日本作家，著有輕小說《MM一族》等作。巴哈姆特，Mediafactory發布的訃文（页面存档备份，存于）

### 17日
- 罗沛霖，98岁，中国科学院、中国工程院资深院士，电子学与信息学家 科学网（页面存档备份，存于）
- 趙蘭坤，103歲，中國國民黨榮譽主席連戰的母親。中央社
- 出崎統，67歲，以動畫《小拳王》（あしたのジョー）、《網球甜心》（エースをねらえ!）等作品聞名的日本知名動畫監督，因罹患肺癌去世。NOWnews 今日新聞網（页面存档备份，存于）
- 洪天理，62歲，台灣知名遊樂區九族文化村創辦人暨總經理。聯合報[]

### 16日
- 毕坚·帕克薩德（Bijan Pakzad），67歲，伊朗裔美國時尚服飾設計師，專門為全球無數娛樂界與政界名人設計衣服。聯合報
- 阿倫·布雷克內（Allan Blakeney），85歲，於1971年至1982年之間出任加拿大萨斯喀彻温省第十任省長，並擔任沙省新民主黨領袖長達17年。星島日報

### 15日
- 維多里歐·艾里格尼（義大利語：Vittorio Arrigoni），36歲，義大利記者、作家、人權運動家，長期為巴勒斯坦人民發聲，2011年4月14日在加薩遭到蓋達組織的穆斯林激進份子綁架失蹤，於本日發現遺體，死因為遭人以塑膠繩勒頸窒息[28]。

### 14日
- 威廉·利普斯科姆（William Nunn Lipscomb, Jr.），91岁，美國化學家，1976年诺贝尔化学奖获得者 科學網（页面存档备份，存于）
- 華爾特·布瑞恩寧（Walter Breuning），114歲，美國人，逝世前為全球最年長的男性。中央廣播電台
- 邢丹，30歲，「感動中國」2005年度人物獲獎者叢飛的遺孀，坐車行經高速公路時遭三名少年扔石擊中送醫不治。聯合報
- 黃兆均，91歲，香港資深報人，曾任《大公報》英文版副總編輯。中央日報

### 13日
- 艾弗琳·愛因斯坦（Evelyn Einstein），70歲，阿爾伯特·愛因斯坦長子的領養女兒。聯合報

### 12日
- 丘宏達，75歲，法學權威、美國馬里蘭大學終身榮譽教授，曾任中華民國行政院政務委員與外交部無任所大使。中國時報
- 陳潤波，82歲，台灣棒球史上第一代游擊手，在1940-50年代有「游擊第一名手」的美譽。聯合報台灣棒球維基館（页面存档备份，存于）ESPNstar台灣
- 迪賽雷·塔格羅（法語：Désiré Tagro），52歲，象牙海岸前內政部長。國際在線（页面存档备份，存于）
- 西德尼·呂美特, 86歲, 美國電影導演, 淋巴腫瘤. 國際在線（页面存档备份，存于）

### 11日
- 陆钦侃，98岁，水利水电及防洪专家。网易

### 9日
- 薛尼·盧梅（Sidney Lumet），86歲，美國電影導演，曾執導《十二怒漢》、《大審判》等英語電影，罹淋巴瘤病逝美國紐約曼哈頓家中。聯合報
- 傑瑞·勞森（Jerry Lawson），70歲，非裔美國電子工程師，電子遊戲產業人物，遊戲卡匣之父，因罹糖尿病併發症而病逝。[29]

### 8日
- 黄道奇，87岁，中共湖南省委原常委、组织部部长，湖南省人大常委会原副主任、党组副书记。湖南日报（页面存档备份，存于）
- 白佐光，78岁，云南省人大常委会原副主任。人民网（页面存档备份，存于）
- 施汉章，89岁，中医外科学家，中医教育家，东直门医院中医外科教授、主任医师。[30]

### 7日
- 周海嬰，81歲，作家魯迅獨生子，曾任中國广播电影电视部政策法规司副司长。中新社（页面存档备份，存于）

### 6日
- 王静之，95岁，西藏自治区人大常委会原副主任。西藏日报

### 5日
- 姜汉侨，83岁，中国生态学家 科学网（页面存档备份，存于）
- 昂熱-菲利克斯·帕塔塞（法語：Ange-Félix Patassé），74歲，中非共和国政治家，1993年至2003年任总统，是中非历史上第一个經民主选举產生的总统。maghrebinfo
- 巴鲁克·塞缪尔·布林伯格（Baruch Samuel Blumberg），85岁，美国生物学家、乙肝病毒发现者、1976年诺贝尔生理学或医学奖得主。太阳报（页面存档备份，存于）

### 3日
- 蔡白生，76歲，台灣射擊選手，曾參加奧運及亞運。聯合報（页面存档备份，存于）
- 黄宇齐，100岁，中华人民共和国电力工业部原副部长。解放日报（页面存档备份，存于）